# سیمون سابک
سیمون سابک (زاده ۲۵ فوریه ۱۹۵۶ در ژاکوبینا، باهیا، برزیل) آهنگساز، نویسنده، فیلمنامه‌نویس، شاعر و روزنامه‌نگار برزیلی است. سیمون در باهیا به دنیا آمد و در برازیلیا بزرگ شد.